# Shōgo Nishikawa
Pour les articles homonymes, voir Nishikawa (homonymie).
Shōgo Nishikawa (西河 翔吾, Nishikawa Shōgo) est un footballeur japonais né le 1er juillet 1983. Il évolue au poste de défenseur.

## Biographie
Shōgo Nishikawa commence sa carrière professionnelle au Sanfrecce Hiroshima. De 2006 à 2008, il est prêté au Tokushima Vortis, club de J-League 2.
En 2009, il est transféré au Montedio Yamagata.